# Мейфилд, Бейкер
Бе́йкер Ре́йган Ме́йфилд (англ. Baker Reagan Mayfield; 14 апреля 1995, Остин, Техас) — профессиональный американский футболист, выступает на позиции квотербека.
На студенческом уровне играл за команды Техасского технологического и Оклахомского университетов. Обладатель трофея Хайсмана 2017 года, а также ряда других индивидуальных наград студенческого футбола. На драфте НФЛ 2018 года был выбран под общим первым номером.
С 2018 по 2021 год играл за «Кливленд Браунс».

## Биография
Бейкер Мейфилд родился 14 апреля 1995 года в Остине в штате Техас. Учился в старшей школе Лейк Тревис, в течение двух лет был стартовым квотербеком её футбольной команды. В 2011 году он привёл команду к победе в чемпионате штата, его признавали самым ценным игроком округа. За карьеру Мейфилд набрал пасом 6255 ярдов с 67 тачдаунами.

### Любительская карьера
После окончания школы Мейфилд поступил в Техасский технологический университет и пробился в состав его футбольной команды, не имея спортивной стипендии. По ходу сезона 2017 года он закрепился на позиции стартового квотербека. В восьми сыгранных матчах он набрал 2315 ярдов с 12 тачдаунами. По итогам сезона Мейфилда признали новичком года в нападении в конференции Big 12. В последующее межсезонье он перешёл в Оклахомский университет и по правилам NCAA полностью пропустил следующий турнир.
В 2015 году Мейфилд дебютировал в составе «Оклахомы Сунерс» и сыграл в стартовом составе в тринадцати играх сезона. Он набрал пасом 3700 ярдов с 36 тачдаунами при всего 7 перехватах. По итогам турнира его признали игроком года в нападении в Big 12, получил трофей Берлуэрта лучшему игроку, начинавшему карьеру без спортивной стипендии, и претендовал на ряд других индивидуальных наград и был включён в состав сборной звёзд NCAA. Журнал Sporting News также признал его лучшим игроком года.
В сезоне 2016 года он сыграл в тринадцати матчах, набрав 3965 ярдов с 40 тачдаунами и 8 перехватами. Он стал лучшим в I дивизионе NCAA по точности передач и установил новый рекорд рейтинга эффективности. По итогам турнира Мейфилд вошёл в число финалистов трофея Хайсмана, наград Максвелла и Дейви О’Брайена, а также второй раз подряд стал обладателем Берлсуэрт Трофи.
Лучшим в студенческой карьере Мейфилда стал сезон 2017 года. Он провёл четырнадцать матчей с 4627 ярдами, 43 тачдаунами и 6 перехватами, установил новый рекорд университета по суммарному количеству набранных ярдов. Его признали самым ценным игроком финального матча конференции. Он стал шестым в истории университета обладателем трофея Хайсмана, выиграл награды Максвелла, Дейви О’Брайена, Мэннинга и Эрла Кэмпбелла, был признан игроком года по версиям Associated Press и Sporting News. Карьеру Мейфилд завершил вторым в истории команды по количеству набранных ярдов, тачдаунов, точных передач и пасовых попыток. Он установил рекорд команды, сделав 200 передач подряд без перехватов.

#### Статистика выступлений в чемпионате NCAA
| Сезон | Команда               | Игры | Пас  | Пас  | Пас  | Пас   | Пас  | Пас | Пас | Пас   | Вынос | Вынос | Вынос | Вынос |
| Сезон | Команда               | Игры | Cmp  | Att  | Pct  | Yds   | Y/A  | TD  | Int | Rtg   | Att   | Yds   | Avg   | TD    |
| ----- | --------------------- | ---- | ---- | ---- | ---- | ----- | ---- | --- | --- | ----- | ----- | ----- | ----- | ----- |
| 2013  | Техас Тек Ред Рэйдерс | 8    | 218  | 340  | 64,1 | 2315  | 6,8  | 12  | 9   | 127,7 | 88    | 190   | 2,2   | 3     |
| 2014  | Оклахома Сунерс       | —    | —    | —    | —    | —     | —    | —   | —   | —     | —     | —     | —     | —     |
| 2015  | Оклахома Сунерс       | 13   | 269  | 395  | 68,1 | 3700  | 9,4  | 36  | 7   | 173,3 | 141   | 405   | 2,9   | 7     |
| 2016  | Оклахома Сунерс       | 13   | 254  | 358  | 70,9 | 3965  | 11,1 | 40  | 8   | 196,4 | 78    | 177   | 2,3   | 6     |
| 2017  | Оклахома Сунерс       | 14   | 285  | 404  | 70,5 | 4627  | 11,5 | 43  | 6   | 198,9 | 97    | 311   | 3,2   | 5     |
| Всего | Всего                 | 48   | 1026 | 1497 | 68,5 | 14607 | 9,8  | 131 | 30  | 175,4 | 404   | 1083  | 2,7   | 21    |

### Статистика НФЛ
| Год    | Команда           | Игры | Игры | Игры   | Пасс  | Пасс  | Пасс | Пасс   | Пасс | Пасс | Пасс | Пасс | Вынос | Вынос | Вынос | Вынос | Сэки | Сэки  | Фамблы | Фамблы |
| Год    | Команда           | GP   | GS   | Record | Cmp   | Att   | %    | Yds    | Avg  | TD   | Int  | Rtg  | Att   | Yds   | Avg   | TD    | Sck  | SckY  | Fum    | Lost   |
| ------ | ----------------- | ---- | ---- | ------ | ----- | ----- | ---- | ------ | ---- | ---- | ---- | ---- | ----- | ----- | ----- | ----- | ---- | ----- | ------ | ------ |
| 2018   | Кливленд Браунс   | 14   | 13   | 6−7    | 310   | 486   | 63.8 | 3,725  | 7.7  | 27   | 14   | 93.7 | 39    | 131   | 3.4   | 0     | 25   | 173   | 7      | 3      |
| 2019   | Кливленд Браунс   | 16   | 16   | 6−10   | 317   | 534   | 59.4 | 3,827  | 7.2  | 22   | 21   | 78.8 | 28    | 141   | 5.0   | 3     | 40   | 285   | 6      | 2      |
| 2020   | Кливленд Браунс   | 16   | 16   | 11−5   | 305   | 486   | 62.8 | 3,563  | 7.3  | 26   | 8    | 95.9 | 54    | 165   | 3.1   | 1     | 26   | 162   | 8      | 4      |
| 2021   | Кливленд Браунс   | 14   | 14   | 6−8    | 253   | 418   | 60.5 | 3,010  | 7.2  | 17   | 13   | 83.1 | 37    | 134   | 3.6   | 1     | 43   | 269   | 6      | 3      |
| 2022   | Каролина Пантерс  | 7    | 6    | 1−5    | 119   | 206   | 57.8 | 1,313  | 6.4  | 6    | 6    | 74.4 | 16    | 52    | 3.3   | 1     | 19   | 126   | 6      | 1      |
| 2022   | Лос-Анджелес Рэмс | 5    | 4    | 1−3    | 82    | 129   | 63.6 | 850    | 6.6  | 4    | 2    | 86.4 | 15    | 37    | 2.5   | 0     | 17   | 91    | 3      | 1      |
| Career | Career            | 72   | 69   | 31−38  | 1,386 | 2,259 | 61.4 | 16,288 | 7.2  | 102  | 64   | 86.5 | 189   | 660   | 3.5   | 6     | 170  | 1,106 | 36     | 14     |

## Личная жизнь
В июле 2019 года Мейфилд женился на Эмилии Вилкинсон (Emily Wilkinson).